# Patrizia Spuri
Patrizia Spuri (* 18. Februar 1973 in Fara in Sabina) ist eine ehemalige italienische Leichtathletin, die im Sprint und Mittelstreckenlauf an den Start ging. Mit der italienischen 4-mal-400-Meter-Staffel siegte sie 1997 bei den Mittelmeerspielen in Bari und wurde 2000 in Gent Vizehalleneuropameisterin. Ihr Ehemann ist der Dreispringer Fabrizio Donato.

## Sportliche Laufbahn
Erste internationale Erfahrungen sammelte Patrizia Spuri im Jahr 1991, als sie bei den Junioreneuropameisterschaften in Thessaloniki in 3:42,39 min den siebten Platz mit der italienischen 4-mal-400-Meter-Staffel belegte. Im Jahr darauf schied sie bei den Juniorenweltmeisterschaften in Seoul mit 55,85 s in der ersten Runde über 400 Meter aus und 1994 kam sie bei den Europameisterschaften in Helsinki mit 54,35 s ebenfalls nicht über den Vorlauf hinaus. Zudem verpasste sie dort mit der Staffel mit 3:33,31 min den Finaleinzug. Im Jahr darauf schied sie bei den Weltmeisterschaften in Göteborg mit 3:30,88 min in der Vorrunde im Staffelbewerb aus und 1996 schied sie bei den Olympischen Sommerspielen in Atlanta mit 52,78 s im Viertelfinale über 400 Meter aus. 1997 gewann sie bei den Mittelmeerspielen in Bari in 52,57 s die Bronzemedaille über 400 Meter hinter ihrer Landsfrau Virna De Angeli und Dora Kyriakou aus Zypern. Zudem siegte sie im Staffelbewerb mit neuem Spielerekord von 3:29,98 min. Im Jahr darauf schied sie bei den Weltmeisterschaften in Athen mit 52,15 s im Viertelfinale über 400 Meter aus und gelangte mit der Staffel mit 3:30,63 min im Finale auf Rang acht. Im Jahr darauf kam sie bei den Halleneuropameisterschaften in Valencia mit 53,21 sn nicht über die Vorrunde über 400 Meter hinaus und im August belegte sie bei den Freiluft-Europameisterschaften in Budapest in 51,94 s den achten Platz. Zudem wurde sie im Staffelbewerb in 3:29,31 min Siebte. 1999 belegte sie bei den Militärweltspielen in Zagreb in 54,08 s den vierten Platz über 400 Meter und anschließend schied sie bei den Weltmeisterschaften in Sevilla mit 2:01,00 min in der ersten Runde im 800-Meter-Lauf aus. Zudem gelangte sie dort mit der Staffel mit 3:29,56 min im Finale auf Rang acht. Im Jahr darauf kam sie bei den Halleneuropameisterschaften in Gent mit 2:05,17 min nicht über den Vorlauf über 800 Meter hinaus und gewann im Staffelbewerb in 3:35,01 min gemeinsam mit Francesca Carbone, Carla Barbarino und Virna De Angeli die Silbermedaille hinter dem russischen Team. 2002 gewann sie dann bei den Halleneuropameisterschaften in Wien in 3:36,49 min gemeinsam mit Daniela Reina, Carla Barbarino und Danielle Perpoli die Bronzemedaille hinter den Teams aus Belarus und Polen. Bis 2010 bestritt sie noch Wettkämpfe auf nationaler Ebene, ehe sie ihre aktive sportliche Karriere im Alter von 37 Jahren endgültig beendete.
In den Jahren 1994 und von 1996 bis 1998 wurde Spuri italienische Meisterin im 400-Meter-Lauf im Freien sowie 1994 und 1998 in der Halle. Zudem wurde sie 1999 Landesmeisterin über 800 Meter im Freien und 2000 in der Halle.

## Persönliche Bestleistungen
- 400 Meter: 51,74 s, 20. August 1998 in Budapest
  - 400 Meter (Halle): 52,69 s, 18. Februar 1998 in Genua
- 600 Meter: 1:24,4 min, 29. September 1999 in Rieti
- 800 Meter: 1:59,96 min, 30. August 1998 in Rieti
  - 800 Meter (Halle): 2:05,17 min, 25. Februar 2000 in Gent